# Hibbertopterus
Genre
Espèces de rang inférieur
- †Hibbertopterus lamsdelli Braddy (d) et al., 2022
- †Hibbertopterus scouleri Hibbert, 1831

Les Hibbertopterus forment un genre fossile de l'ordre des Euryptérides. Les animaux appartenant au genre Hibbertopterus étaient des arthropodes aquatiques de grande taille ayant vécu il y a de cela 358,9 à 252,2 millions d'années, soit du Carbonifère au Permien. Contrairement à la majorité des espèces de l'ordre des Euryptérides, celles du genre Hibbertopterus évoluaient en eaux douces.

## Systématique
En 1831, cet arthropode est identifié comme un Euryptéride par Samuel Hibbert,. En 1836, l'espèce type est dédiée par Hibbert au naturaliste écossais John Scouler, sous le nom spécifique Eurypterus scouleri. Le nom de genre Hibbertopterus est créé en 1959 par Kjellesvig-Waering, qui associe le nom d'Hibbert au mot grec πτερόν (pteron) signifiant « aile ». 
Des fossiles du genre Hibbertopterus datant de la période Carbonifère ont été découverts dans des gisements en Écosse, aux États-Unis, en Irlande, en République tchèque et en Afrique du Sud.

## Taille
Les espèces du genre Hibbertopterus appartiennent aux plus grands représentants du sous-ordre des Stylonurina de l'ordre des Euryptérides. L'espèce type Hibbertopterus scouleri mesurait de 1,8 à 2 m de long. C'est l'une des plus grandes espèces d'arthropodes connues. Sa taille est comparable à celle des Myriapodes Diplopodes géants du genre Arthropleura ou d'autres Euryptérides du genre Pterygotus, et de l'espèce Jaekelopterus rhenaniae.

## Biologie

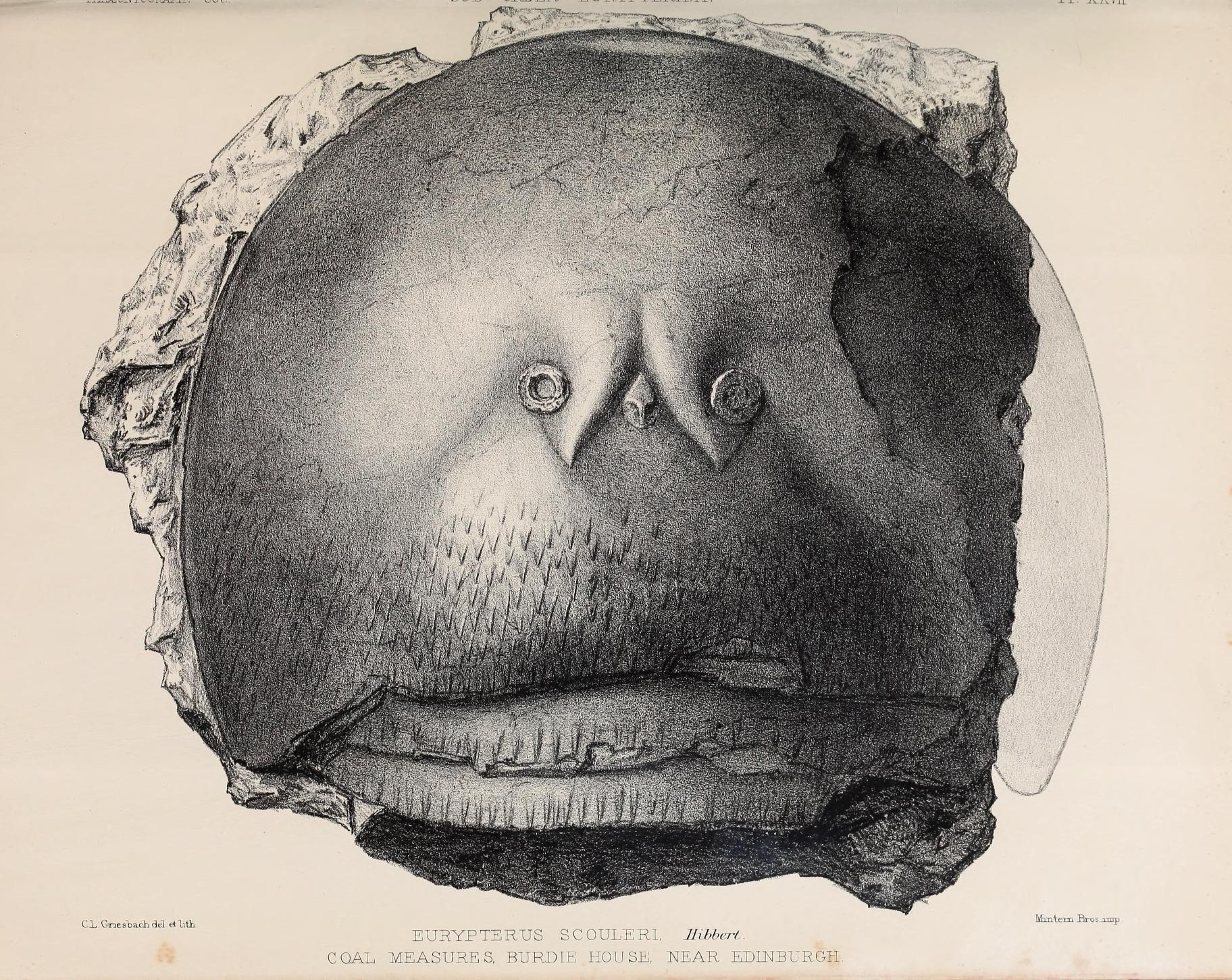
Dessin de la carapace fossile de Hibbertopterus scouleri par Henry Woodward.

Les animaux du genre Hibbertopterus étaient fouisseurs : leur terrain de chasse était constitué des couches superficielles des lits de rivières ou d'autres cours d'eau. Ils trouvaient leur nourriture en ratissant ce substrat à l'aide d'appendices présents sur l'avant de leur corps et munis de plusieurs épines. Bien que l'hypothèse soit ancienne, la capacité de locomotion terrestre des Euryptérides n'est prouvée qu'en 2005 par la découverte d'une piste fossile de Hibbertopterus en Écosse. La piste montre qu'un animal mesurant environ 1,6 mètre a lentement gravi une étendue de vase, traînant son telson sur le sol. La manière dont les animaux du genre Hibbertopterus pouvaient survivre hors de l'eau reste inconnue, mais sans doute proche de celle des crabes terrestres actuels : soit leurs branchies pouvaient fonctionner dans l'air aussi longtemps qu'elles restaient humides, soit ils possédaient un double système respiratoire avec un poumon branchiostégal probablement présent chez quelques autres représentants de l'ordre des Euryptérides.

## Description
Comme d'autres Euryptérides, les membres du genre Hibbertopterus étaient épais et longs. Ce sont les plus grands représentants du sous-ordre des Stylonurina (signifiant « à queue en forme de glaive »), dépourvus de palettes natatoires. Une carapace (la partie de l'exosquelette recouvrant la tête), attribuée à l'espèce HHibbertopterus scouleri, originaire du Carbonifère et découverte en Écosse, mesure 65 cm de large. Comme parmi les Euryptérides, les espèces du genre Hibbertopterus étaient exceptionnellement larges par rapport à leur longueur, l'animal en question devait probablement mesurer de 1,8 à 2 m de longueur. Même s'il existait des Euryptérides plus longs (Jaekelopterus, Pentecopterus ou Pterygotus), Hibbertopterus était très large et épais, comparé à d'autres Euryptérides, et la masse du spécimen en question pouvait donc égaler, voire surpasser celle des autres Euryptérides géants (et d'autres arthropodes actuels ou éteints).

La taille de Hibbertopterus scouleri comparée à celle d'un Homo sapiens.

Les appendices avant d'Hibbertopterus étaient spécialisés dans la collecte d'aliments. Les podomères distaux (segments de jambe) de ces trois paires de membres étaient couverts de longues épines et l'extrémité de chaque membre couverte d'organes sensoriels. Ces adaptations suggèrent que les individus du genre Hibbertopterus, à l'instar des autres Hibbertoptérides, se seraient nourris selon une méthode appelée « alimentation par balayage », utilisant leurs membres pour balayer et soulever le substrat de leur environnement, pour capturer les proies qui s'y étaient enfouies.
La quatrième paire d'appendices, bien qu'utilisée dans l'alimentation comme les deuxième et troisième paires, était également utilisée pour la locomotion et les deux dernières paires de pattes (paires cinq et six) étaient uniquement locomotrices. Hibbertopterus aurait eu une démarche hexapodale.
Bien que l'on ne dispose pas de suffisamment de matériaux fossiles chez les autres Euryptérides de la même famille pour discuter de leurs différences en avec certitude, Hibbertopterus est décrit sur la base d'un ensemble de caractéristiques définies. Le telson (la « pointe de la queue ») était grand, avait la forme d'un glaive et était pourvu d'une carène le long du centre de sa face ventrale, carène elle même pourvue d'une petite indentation en son centre. Les pattes locomotrices d’Hibbertopterus possédaient des extensions à leur base et leurs podomères étaient dépourvus de sillon longitudinal sur leur face postérieure. Certaines de ces caractéristiques, en particulier la forme du telson, pourraient avoir été partagées par d'autres Hibbertoptérides dont les fossiles sont toutefois beaucoup moins bien conservés qu'Hibbertopterus.

### Tableau des espèces
Les statuts (classification validée ou contestée) des trois espèces d’Hibbertopterus listées ci-dessous sont issus d'une étude mise à jour en 2023 des paléontologues allemands Jason A. Dunlop et Denise Jekel et du paléontologue britannique David Penney. Les tailles et les périodes fossiles sont, sauf indication contraire, issus d'une étude de 2009 des paléontologues américains James Lamsdell et Simon J. Braddy.
| Espèce                    | Auteur                | Année | Statut                   | Taille (Longueur) | Période géologique                    | Notes & description |
| ------------------------- | --------------------- | ----- | ------------------------ | ----------------- | ------------------------------------- | --- |
| Hibbertopterus scouleri   | Hibbert               | 1836  | Valide                   | 180 cm            | Viséen (Carbonifère)                  | L'estimation de la taille est basée sur une carapace complète. En tant qu'espèce type, aucun caractère distinctif particulier n'est établi pour H. scouleri. Sa dernière diagnose publiée est la même que celle du genre lui-même. |
| Hibbertopterus hibernicus | Baily                 | 1872  | Classification contestée | ?                 | Tournaisien (Carbonifère)             | Le seul spécimen connu, découvert en Irlande, est probablement perdu et a été initialement attribué à Pterygotus. Il a été rattaché à Hibbertopterus en 1964 sans que l'on sache pourquoi.                                         |
| Hibbertopterus lamsdelli  | Braddy, Lerner, Lucas | 2022  | Valide                   | 110 cm            | Pennsylvanien supérieur (Carbonifère) | |

## Histoire de la recherche

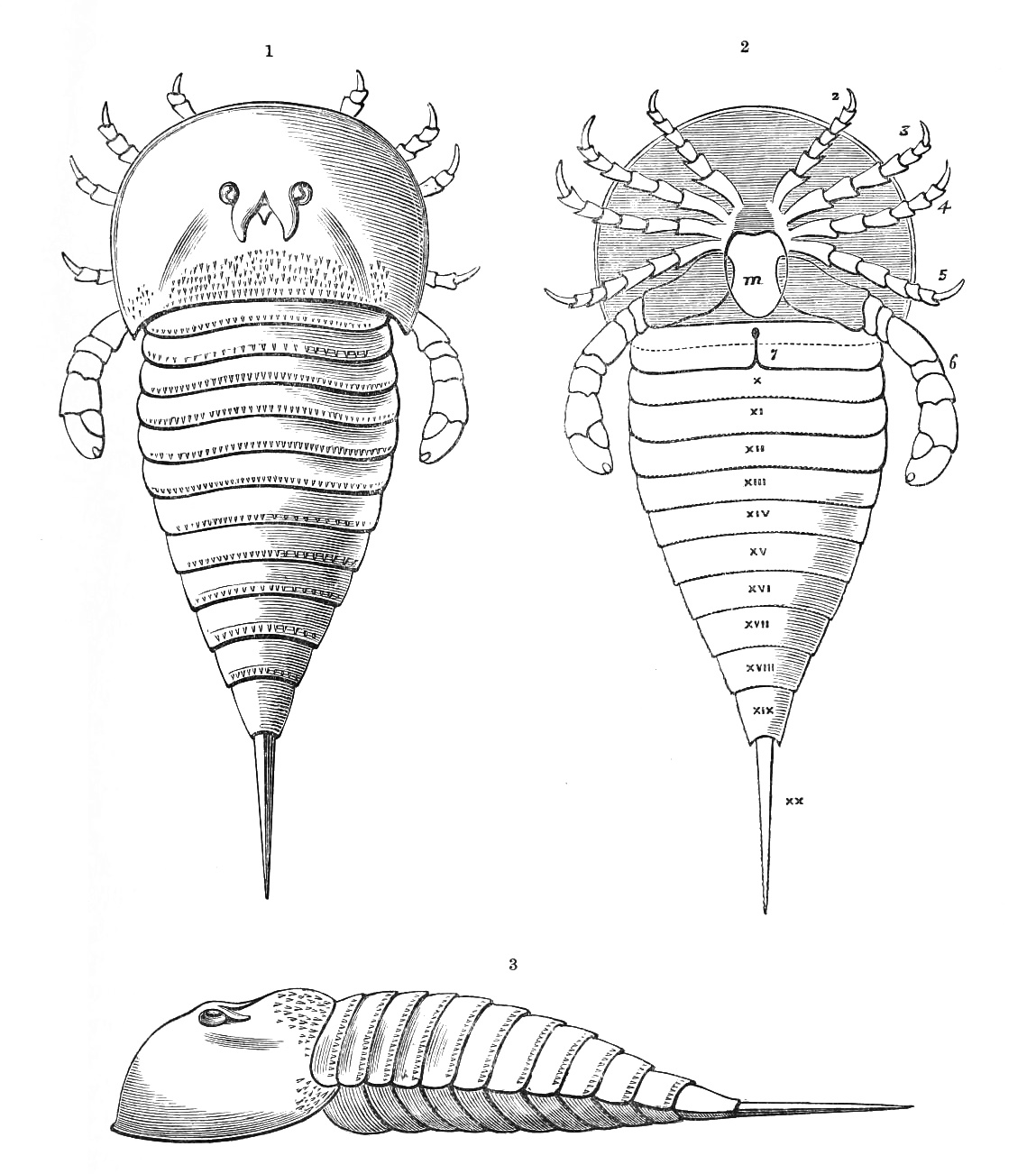
Restitution datée de 1872 de Hibbertopterus scouleri par Henry Woodward avec un telson et des appendices inspirés de ceux d’Eurypterus (avec palettes natatoires et appendices locomoteurs non spécialisés).

En 1831, le naturaliste écossais John Scouler décrit la dépouille, composée d'un prosome massif et inhabituel (la tête) et de plusieurs tergites (segments de la partie arrière de l'animal), d'un étrange grand arthropode découvert dans des gisements du Carbonifère inférieur, situés en Écosse, sans nommer les fossiles. Ces fossiles décrits par Scouler constituent le deuxième Euryptéride à faire l'objet d'une étude scientifique, six ans après la description d’Eurypterus en 1825. Cinq ans plus tard, en 1836, le géologue britannique Samuel Hibbert décrit à nouveau les mêmes spécimens de fossiles, en leur donnant le nom d’Eurypterus scouleri.
Pterygotus hibernicus, espèce décrite en Irlande par le paléontologue britannique William Hellier Baily en 1872, est réaffectée à Hibbertopterus par le paléontologue américain Erik N. Kjellesvig-Waering en 1964 dans le cadre d'un réexamen plus approfondi des différentes espèces classées dans la famille des Pterygotidae.
Lorsque Kjellesvig-Waering dénomme le genre Hibbertopterus en 1959, Eurypterus scouleri a déjà été réaffecté au genre apparenté Campylocephalus depuis un certain temps. Kjellesvig-Waering reconnaît Campylocephalus scouleri comme distincte de l'espèce type de ce genre, C. oculatus, en ce que le prosome de Campylocephalus est plus étroit, a une forme subelliptique (presque elliptique) et a son point le plus large au milieu plutôt qu'au centre base. D'autres différences sont notées dans la position et la forme des yeux composés de l'animal, qui chez Hibbertopterus sont entourés d'une forme annulaire de tégument durci (absent chez Campylocephalus). En outre les yeux d’Hibbertopterus sont situés près du centre de la tête, tandis que ceux de Campylocephalus sont situés plus en arrière. Le nom générique Hibbertopterus est choisi pour honorer le descripteur original de H. scouleri, Samuel Hibbert.

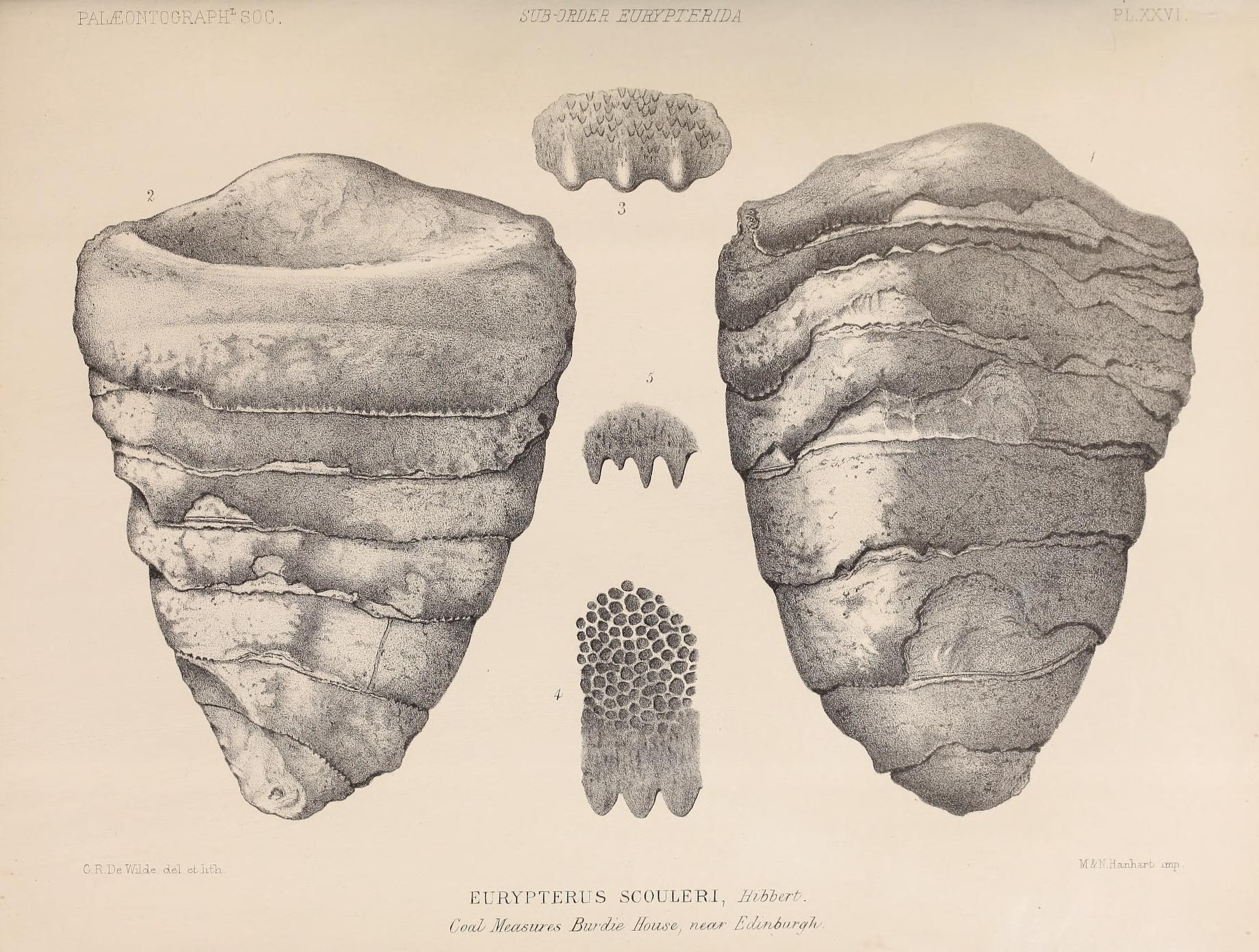
Tergites fossiles de H. scouleri, dessinés par Henry Woodward en 1866-1878.

En 2021, un amateur découvre un fossile inhabituel dans le Lagerstätte Kinney Brick Quarry des monts Manzano au Nouveau-Mexique, aux États-Unis, et soumet sa découverte au paléontologue et conservateur du Musée d'histoire naturelle et des sciences du Nouveau-Mexique, Spencer Lucas. Le fossile est, pour l'essentiel, constitué du telson d'un spécimen d’Hibbertopterus. Après analyse par une équipe constituée de Spencer Lucas, Allan Lerner, chercheur associé au Muséum et Simon Braddy, paléontologue britannique, le fossile est attribué à une nouvelle espèce, Hibbertopterus lamsdelli, nommée en l'honneur du paléontologue britannique James Lamsdell, professeur associé de paléobiologie de l'Université de Virginie-Occidentale,.

## Classification
Hibbertopterus fait partie de la famille Hibbertopteridae, à laquelle il prête également son nom, une famille d'Euryptérides de la super-famille des  Mycteropoidea, aux côtés des genres Campylocephalus et Vernonopterus. Les Hibbertoptérides forment un groupe constitué de gros Myctéropoïdes dotés d'un large prosome, d'un telson hastaté semblable à celui d’Hibbertopterus, d'ornementations constituées d'écailles ou d'autres structures similaires sur l'exosquelette, d'une quatrième paire d'appendices dotés d'épines, de tergites les plus postérieures de l'abdomen dotées d'écailles en forme de langue sur leurs bords et de lobes positionnés postérolatéralement (sur la partie postérieure et des deux côtés) sur le prosome. Historiquement, la morphologie d’Hibbertopterus et des autres Hibbertoptérides a été considérée comme si atypique, qu’on a pensé qu’il s’agissait d’un ordre distinct de celui des Euryptérides.
Les caractères de Campylocephalus et de Vernonopterus indiquent clairement que les deux genres représentent des Euryptérides Hibbertoptérides, mais la nature incomplète de tous les spécimens fossiles qui leur sont attribués rend difficile toute étude complémentaire des relations phylogénétiques précises entre les Hibbertopteridae. Les deux genres pourraient même représenter des synonymes d’Hibbertopterus, mais la nature très incomplète de leurs restes fossiles rend cette hypothèse impossible à confirmer.
Considérés encore aujourd'hui comme des genres distincts, Hibbertopterus, Cyrtoctenus et Dunsopterus pourraient également représenter, selon plusieurs études, le même genre, mais concerner des individus à des stades de développements différents,,
. Selon cette hypothèse, au cours de leur développement, les individus de ce genre unique auraient connu, parallèlement à l'augmentation de leur taille, une migration des yeux vers le sommet de la tête, et une transformation des appendices buccaux qui, au départ, simples appendices ratisseurs permettant de pousser de grosses proies vers la bouche, devenaient progressivement de véritables filtres autorisant la capture de proies aussi petites que du zooplancton.

## Paléoécologie

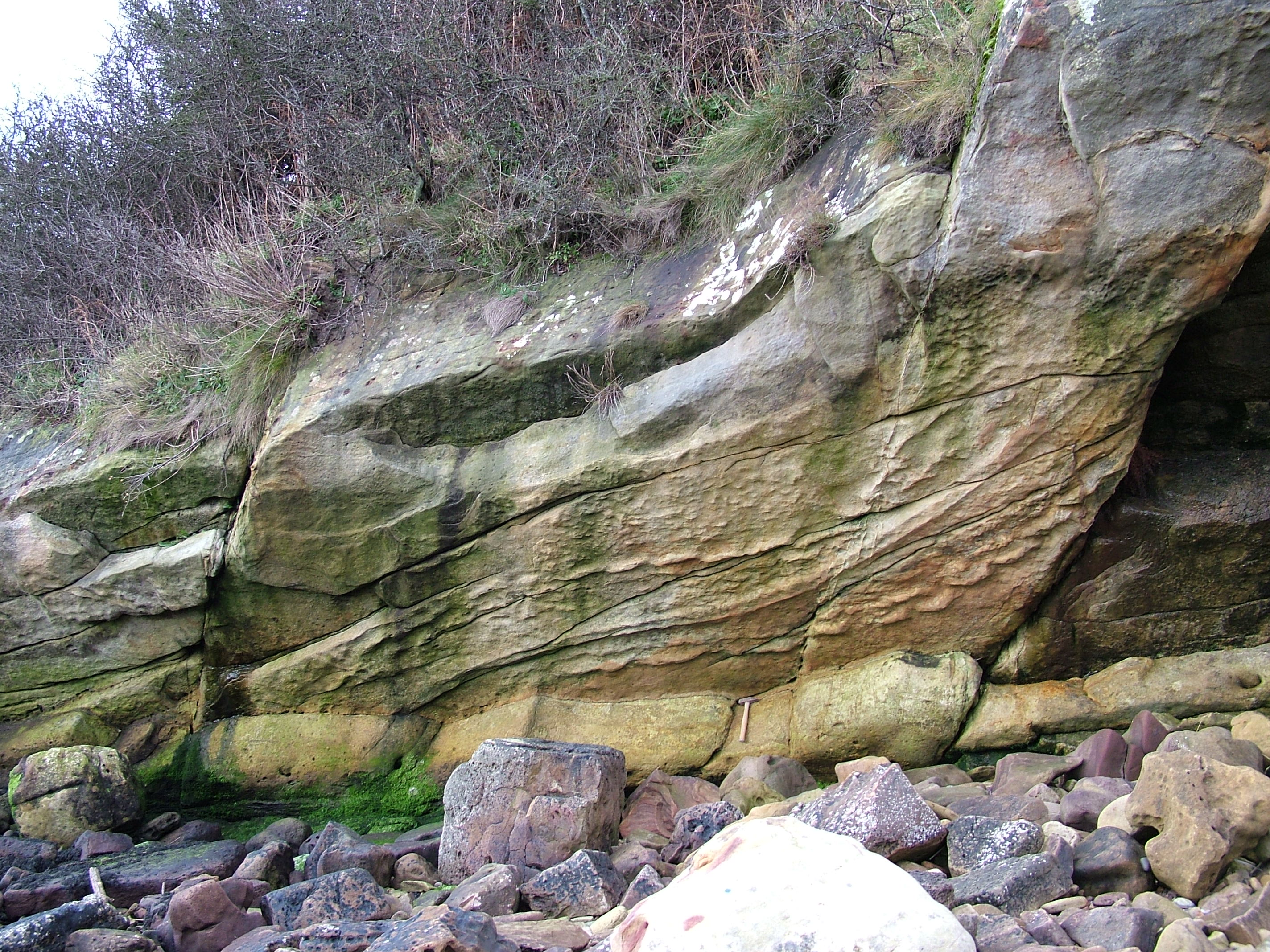
Piste fossile découverte en Écosse, attribuée à Hibbertopterus.

Les Hibbertoptérides tels que Hibbertopterus étaient des animaux balayeurs, ayant des épines modifiées sur leurs appendices prosomaux orientés vers l'avant. Ces appendices leur permettaient de ratisser le substrat de leur milieu de vie. Bien que l'alimentation par balayage soit utilisée comme stratégie par de nombreux genres au sein du sous-ordre des Stylonurina, elle s'est surtout développée au sein des Hibbertopteridae, qui possèdent des pales aux deuxième, troisième et quatrième paires d'appendices. Hibbertopterus et d'autres balayeurs se nourrissaient probablement de petits invertébrés qu'ils dénichaient dans les sédiments meubles qu'ils fouissaient. Cette méthode d'alimentation est assez similaire à l'alimentation par filtre. Ceci a conduit certains chercheurs à penser qu’Hibbertopterus aurait été un animal pélagique, comme certains crustacés filtreurs modernes, mais la nature robuste et massive du genre (contrairement aux crustacés modernes filtrants qui sont généralement très petits) rend peu probable une telle conclusion.
Dans la vallée écossaise du Midland, à 27 kilomètres à l'ouest d'Édimbourg, la carrière d'East Kirkton contient des dépôts qui étaient autrefois un lac d'eau douce proche d'un volcan. Ces dépôts ont conservé la trace fossile d'une faune diversifiée de l'âge viséen du Carbonifère (il y a environ 335 millions d'années). En plus de Hibbertopterus scouleri, la faune comprend plusieurs animaux terrestres, tels que anthracosaures, aistopodes, baphétides et temnospondyles, qui sont quelques-uns des plus anciens tétrapodes terrestres connus. Plusieurs invertébrés terrestres y sont également répertoriés, y compris plusieurs espèces de diplopoda, Gigantoscorpio (l'un des plus anciens scorpions avérés terrestres) et les premiers représentants des Opilion. Le site conserve également les traces fossiles d'une vie végétale abondante, y compris les genres Lepidodendron, Lepidophloios, Stigmaria et Sphenopteris . Localement, les carapaces fossiles de H. scouleri ont reçu le nom commun de « heids de Scouler » (heid en écossais signifiant « tête »).

### Publication originale
- (en) E. N. Kjellesvig-Waering, A taxonomic review of some late Paleozoic Eurypterida, vol. 33(2), coll. « Journal of Paleontology », 1959, 251-256 p.